# Erstes Leid
Erstes Leid ist eine von vier Erzählungen Franz Kafkas aus dem 1924 erschienenen Sammelband Ein Hungerkünstler, der das letzte Buch vor seinem Tod war. Es ist eine ironische Geschichte „über Ekstase und Schrecknisse der Artistenexistenz“.

## Zusammenfassung
Die Geschichte erzählt von einem Trapezkünstler im Varieté, der zunehmend nur noch hoch oben in der Trapezkuppel lebt, seine Übungen betreibt und nicht mehr herabsteigen will. Problematisch sind die Standortwechsel des Varietés, da er dann das Trapez verlassen und verreisen muss. Auf einer solchen Fahrt konfrontiert er seinen um ihn sehr besorgten Impresario eindringlich damit, dass er von nun an immer zwei Trapeze gleichzeitig benötigen wird. Der Impresario gesteht ihm das sofort zu, allerdings ahnt er auch die wahrscheinlich zunehmend beunruhigenden Gedanken des Trapezkünstlers und erkennt dessen erste Anzeichen von Alter in Form von Falten auf der sonst kindlichen Stirn.

## Textanalyse

### Erster Abschnitt
Im Gegensatz zu den beiden anderen Künstlergeschichten aus dem Hungerkünstler-Band wird hier ausschließlich der Trapezkünstler und sein direktes Varietéumfeld, nicht aber das Publikum dargestellt. Dadurch entsteht der Eindruck von Kunst als nach innen gerichtetem Selbstzweck nur zur Erbauung des Künstlers. Der Trapezkünstler hat ausschließlich Kontakt zu Personen, die zu ihm in die Kuppel hinaufsteigen oder zu seinem Impresario. Zu den schönsten Momenten im Leben des Impresario wiederum gehört es, wenn der Trapezkünstler nach einer Reise in die Trapezkuppel zurückkehren kann. Es liest sich rührend, doch welche Verirrung der Lebensprioritäten spricht daraus.

### Zweiter Abschnitt
Den Wunsch nach einem zweiten Trapez, der mit viel Emotionen vom Trapezkünstler vorgetragen wird, befürwortet der Impresario sofort. Der Gleichklang zwischen beiden in dieser Frage und dem Befremden, bisher nur mit einem Trapez ausgekommen zu sein, zeigt sich darin, dass die Tränen des Trapezkünstlers auch das Gesicht des Impresarios benetzen. Aber der Impresario löst sich gleichzeitig aus seiner Abhängigkeit vom Künstler, weil er eine Existenzbedrohung durch dessen Altern vor Augen sieht. Bisher war der Trapezkünstler in seiner jugendlichen Beweglichkeit für das Varieté ein „außerordentlicher und unersetzlicher Künstler“. Nun zeichnet sich das Ende dieser Ära ab.

## Ausblick
Hier wird ähnlich wie in der Geschichte vom Hungerkünstler mit dem letzten Satz ein Ausblick eröffnet, der wieder eine eigene Geschichte enthält. Es ist anzunehmen, dass dem alternden Künstler wegen seiner schwindenden Attraktivität nicht mehr die bisherigen Extravaganzen zugebilligt werden. Der Impresario, der ihn wie einen sensiblen, vergötterten Sohn behandelt hat, wird sich neuen erfolgreicheren Künstlern seines Varietés zuwenden. Außerdem ist zu befürchten, dass der Künstler das totale Trapezkünstlerdasein in der Kuppel im Alter gar nicht mehr bewältigen wird und auch dadurch in seiner Kunst zwangsläufig immer mehr nachlassen wird.

## Deutung des Titels
Wessen Erstes Leid wird hier geschildert? Der Künstler hat schon oft gelitten, wenn er das Trapez verlassen musste. Spürt er plötzlich selbst das Alter mit Schrecken und will deshalb ein 2. Trapez sozusagen als Gegenmittel? Oder ist es das erste Leid des Impresarios im Umgang mit dem Künstler, dem er sehr nahesteht, der aber mit zunehmendem Alter für ihn wertlos wird?

## Deutungsansätze
Die kurze Erzählung entstand im Frühjahr 1922 und erschien zunächst im Herbst 1922 in der Zeitschrift Genius. Kafka hat die Erzählung nicht hoch eingeschätzt und bezeichnete sie als „widerliche kleine Geschichte“. Trotzdem integrierte er sie 1924 in seinen letzten Erzählband Ein Hungerkünstler. Soweit man als Leser hier bewerten darf, muss man Kafka recht geben. Die Geschichte hat nicht die Eindringlichkeit und Vielschichtigkeit der beiden anderen Künstlergeschichten des Bandes. Es fehlt ihr vielleicht an Tiefe; so, als versuchte jemand anderes im Stil Kafkas zu schreiben und erreichte dies fast. Andererseits besticht sie durch ihre klare karge Struktur.
Die Geschichte ist auch eine Aussage über Kafkas Lebensrhythmus. Das Verweilen in der Trapezkuppel entspricht den Phasen des Schreibens, das zwangsläufige Heruntersteigen den Anforderungen, die der verhasste Alltag an ihn stellt. In dem überaus fürsorglichen Impresario soll der Freund Max Brod zu erkennen sein. Der Freund wird in der Erzählung als Geschäftsverbindung definiert. Er sieht die Zeichen des Verfalls (Kafkas Krankheit) und zweifelt am weiteren künstlerischen Schaffen.
Man kann die Erzählung auch als gewissermaßen pervertierte Künstler-Geschichte lesen: Der Trapezkünstler, der ja nur in der Höhe lebt, will zurück auf den Boden der Wirklichkeit, schafft den Absprung aber nicht. So gesehen, wirkt sein Wunsch nach einem zweiten Trapez wie vorgeschoben, im Text heißt es ja auch, „die Zustimmung des Impresario“ sei „ebenso bedeutungslos (...), wie es etwa sein Widerspruch wäre“. Die Verzweiflung bleibt. Wenn dann der Trapezkünstler schließlich in den Armen seines Chefs weint und sagt: „Nur diese eine Stange – wie kann ich denn leben!“, meint er, wie Volker Drüke schreibt, „ja vielleicht nicht die Singularität der Stange, sondern die Stange an sich, als Metapher für seine allzu einseitige Existenz. Es wirkt so, dass er unglücklich geworden sei in seiner einsamen Künstler-Existenz, dass er unter dem ewigen Alleinsein mittlerweile leidet. Die (...) nicht ernst gemeinte Forderung nach einem zweiten Trapez weist ja schon auf eine Vergesellschaftung hin – der geäußerte Wunsch beinhaltet subtextuell die eigentliche Sehnsucht des Sprechers.“
Kafka hat sich im Laufe seines Lebens zunehmend mit dem Judentum beschäftigt. Aufgrund seiner damaligen Lektüren in dieser Richtung kann man den Trapezkünstler als Sinnbild für den assimilierten Westjuden sehen, der sich seiner religiösen Identität entledigt hat im Gegensatz zum Ostjuden mit seiner Bodenhaftung.

## Ausgaben
- Ein Hungerkünstler. Vier Geschichten. Verlag Die Schmiede, Berlin 1924. (Erstausgabe)
- Sämtliche Erzählungen. Herausgegeben von Paul Raabe. Fischer-Taschenbuch-Verlag, Frankfurt am Main 1970, ISBN 3-596-21078-X.
- Die Erzählungen. Originalfassung, Herausgegeben von Roger Herms. Fischer Verlag, 1997, ISBN 3-596-13270-3.
- Drucke zu Lebzeiten. Herausgegeben von Wolf Kittler, Hans-Gerd Koch und Gerhard Neumann. Fischer Verlag, Frankfurt am Main 1996, S. 317–321.

## Sekundärliteratur
- Peter-André Alt: Franz Kafka: Der ewige Sohn. Eine Biographie. C.H. Beck, München 2005, ISBN 3-406-53441-4.
- Bernd Auerochs: Ein Hungerkünstler. Vier Geschichten. In: Manfred Engel, Bernd Auerochs (Hrsg.): Kafka-Handbuch. Leben – Werk – Wirkung. Metzler, Stuttgart/Weimar 2010, ISBN 978-3-476-02167-0, S. 318–329.
- Volker Drüke: Kafkas Verwandlung. Das Urteil, Der Heizer, Die Verwandlung und weitere Erzählungen in neuem Licht. Athena-Verlag, Oberhausen 2016, ISBN 978-3-89896-625-2.
- Manfred Engel: Zu Kafkas Kunst- und Literaturtheorie. In: Manfred Engel, Bernd Auerochs (Hrsg.): Kafka-Handbuch. Leben – Werk – Wirkung. Metzler, Stuttgart/Weimar 2010, ISBN 978-3-476-02167-0, S. 483–498, bes. 486 f.
- Joachim Unseld: Franz Kafka Ein Schriftstellerleben. Carl Hanser Verlag, 1982, ISBN 3-446-13568-5.
- Marcel Krings: Franz Kafka: Der 'Hungerkünstler'-Zyklus und die kleine Prosa von 1920–1924. Spätwerk – Judentum – Kunst. Heidelberg, Winter 2022, ISBN 978-3-8253-4940-0.
- Hartmut Vollmer: Die Verzweiflung des Artisten. Franz Kafkas Erzählung 'Erstes Leid' – eine Parabel künstlerischer Grenzerfahrungen. In: Deutsche Vierteljahrsschrift für Literaturwissenschaft und Geistesgeschichte 72, H. 1, März 1998, S. 126–146.